# 마스토미촌 (야마나시현)
마스토미촌(増富村)은 야마나시현 기타코마군에 있던 촌이다. 현재의 호쿠토시 북동쪽에 해당한다.

## 역사
- 1875년 1월 - 고마군 4개 촌이 합병해 마스토미촌이 성립하였다.
- 1878년 7월 22일 - 군구정촌편직법에 의해, 마스토미촌은 기타코마군에 소속되었다.
- 1889년 7월 1일 - 정촌제 시행에 의해 마스토미촌이 단독으로 지자체를 형성하였다.
- 1959년 4월 1일 - 스타마정에 편입해, 동일 마스토미촌은 폐지되었다.

## 참고문헌
- 角川日本地名大辞典 19 山梨県